# Liste der Kulturdenkmale in Ulsnis
In der Liste der Kulturdenkmale in Ulsnis sind alle Kulturdenkmale der schleswig-holsteinischen Gemeinde Ulsnis (Kreis Schleswig-Flensburg) und ihrer Ortsteile aufgelistet (Stand: 14. April 2025). 
Die Bodendenkmale sind in der Liste der Bodendenkmale in Ulsnis aufgeführt.

## Legende
In den Spalten befinden sich folgende Informationen:
- Objekt-ID: die Nummer des Kulturdenkmales
- Lage: die Adresse des Kulturdenkmales und die geographischen Koordinaten. Kartenansicht, um Koordinaten zu setzen. In der Kartenansicht sind Kulturdenkmale ohne Koordinaten mit einem roten Marker dargestellt und können in der Karte gesetzt werden. Kulturdenkmale ohne Bild sind mit einem blauen Marker gekennzeichnet, Kulturdenkmale mit Bild mit einem grünen Marker.
- Offizielle Bezeichnung: Bezeichnung des Kulturdenkmales
- Beschreibung: die Beschreibung des Kulturdenkmales
- Bild: ein Bild des Kulturdenkmales

## Sachgesamtheiten
| Objekt-ID      | Lage                                             | Offizielle Bezeichnung | Beschreibung | Bild                             |
| -------------- | ------------------------------------------------ | ---------------------- | --- | -------------------------------- |
| 46959          | Hestoft 6, 8 (54° 33′ 9″ N, 9° 44′ 14″ O)        | Hofanlage Hestoft 6-8  | Hofanlage Hestoft 6-8; Mitte 18. Jh, 1768; Wohn- und Wirtschaftsgebäude mit Abnahmehaus, Fachwerkbauten mit reetgedeckten Walmdächern, beide in seltener Baukonstruktion in Kombination von Hallenhaus und Wandständerhaus - Begründung: geschichtlich, wissenschaftlich, Kulturlandschaft prägend - Schutzumfang: Wohn- und Wirtschaftsgebäude mit Brunnen, Abnahmehaus | BW                               |
| 40995 Wikidata | Schleidörferstraße (54° 34′ 26″ N, 9° 44′ 51″ O) | Kirche St. Wilhadi     | Aktualisierung vorgesehen - Begründung: geschichtlich, künstlerisch, städtebaulich, Kulturlandschaft prägend - Schutzumfang: Kirche St. Wilhadi mit Ausstattung, Glockenhaus, Kirchhof, Grabmale bis 1870, Zufahrtspforte, Haupttor, Nebentor, Kirchhofsvorplatz, Feldsteinwälle, Eichenkranz                                                                            | weitere Fotos \| Fotos hochladen |
| 27355          | Zum Pastorat 2 (54° 34′ 19″ N, 9° 44′ 58″ O)     | Pastorat Ulsnis        | Aktualisierung vorgesehen - Begründung: geschichtlich, wissenschaftlich, künstlerisch, Kulturlandschaft prägend - Schutzumfang: Pastorat, Pastoratsgarten, ehem. Fischteich, 200jährige Buchsbaumhecke, Eibenlaube, Lindenlaube, Pastoratsgehölz, Kirchenstieg | Fotos hochladen                  |

## Bauliche Anlagen
| Objekt-ID | Lage                                                | Offizielle Bezeichnung             | Beschreibung | Bild                             |
| --------- | --------------------------------------------------- | ---------------------------------- | --- | -------------------------------- |
| 6832      | Hestoft 6 (54° 33′ 9″ N, 9° 44′ 13″ O)              | Abnahmehaus                        | Abnahmehaus; vermutlich Mitte 18. Jh.; kleiner Fachwerkbau mit reetgedecktem Walmdach, seltene Kombination von Hallenhaus und Wandständerhaus, Dielengerüst ursprünglich mit 2 Gefachen, Unterrähm und gefasten Balkenkopfbändern, Wohnteil mit Mittelwand - Begründung: geschichtlich, wissenschaftlich, Kulturlandschaft prägend - Schutzumfang: gesamtes Objekt - Denkmaltyp: Bauliche Anlage, Sachgesamtheit: Hofanlage Hestoft 6-8        | BW                               |
| 6831      | Hestoft 8 (54° 33′ 8″ N, 9° 44′ 13″ O)              | Wohn- und Wirtschaftsgebäude       | Wohn- und Wirtschaftsgebäude; vermutl. 1768; Fachwerkbau mit reetgedecktem Walmdach, seltene Kombination von Hallenhaus und Wandständerhaus, Dielengerüst mit 4 Gefachen, Unterrähm und gefasten Balkenkopfbändern, Wohnteil mit Mittelwand - Begründung: geschichtlich, wissenschaftlich, Kulturlandschaft prägend - Schutzumfang: Wohn- und Wirtschaftsgebäude, Brunnen - Denkmaltyp: Bauliche Anlage, Sachgesamtheit: Hofanlage Hestoft 6-8 | BW                               |
| 6830      | Hestoft 24 (54° 33′ 12″ N, 9° 44′ 6″ O)             | Fachhallenhaus                     | Alteintragung (Aktualisierung vorgesehen) - Begründung: geschichtlich, städtebaulich, Kulturlandschaft prägend - Schutzumfang: gesamtes Objekt - Denkmaltyp: Bauliche Anlage | Fotos hochladen                  |
| 6631      | Kius 10 (54° 34′ 46″ N, 9° 44′ 59″ O)               | Kate                               | Kate; 1769; eingeschossiger Fachwerkbau auf niedrigem Feldsteinsockel mit weiß geschlämmter Ziegelausfachung und steilem, reetgedecktem Walmdach; im 19. Jh. teilweise erneuert und um ein Fach nach Westen erweitert - Begründung: geschichtlich, städtebaulich, Kulturlandschaft prägend - Schutzumfang: Kate, - Denkmaltyp: Bauliche Anlage                                                                                                 | BW                               |
| 229       | Schleidörferstraße 30 (54° 34′ 17″ N, 9° 44′ 41″ O) | Südangeliter Haus                  | Alteintragung (Aktualisierung vorgesehen) - Begründung: geschichtlich, wissenschaftlich - Schutzumfang: Alteintragung (Aktualisierung vorgesehen) - Denkmaltyp: Bauliche Anlage | BW                               |
| 5142      | Schleidörferstraße (54° 34′ 25″ N, 9° 44′ 51″ O)    | Kirche St. Wilhadi mit Ausstattung | Alteintragung (Aktualisierung vorgesehen) - Begründung: geschichtlich, künstlerisch, städtebaulich - Schutzumfang: Kirche St. Wilhadi mit Ausstattung, Glockenhaus - Denkmaltyp: Bauliche Anlage, Sachgesamtheit: Kirche St. Wilhadi | weitere Fotos \| Fotos hochladen |
| 5143      | Zum Pastorat 2 (54° 34′ 19″ N, 9° 44′ 59″ O)        | Pastorat                           | Alteintragung (Aktualisierung vorgesehen) - Begründung: geschichtlich, wissenschaftlich, künstlerisch, Kulturlandschaft prägend - Schutzumfang: Alteintragung (Aktualisierung vorgesehen) - Denkmaltyp: Bauliche Anlage, Sachgesamtheit: Pastorat Ulsnis | BW                               |
| 22667     | Zum Pastorat 2 (54° 34′ 21″ N, 9° 44′ 57″ O)        | Kirchenstieg                       | Alteintragung (Aktualisierung vorgesehen) - Begründung: geschichtlich, wissenschaftlich, künstlerisch, Kulturlandschaft prägend - Schutzumfang: gesamtes Objekt - Denkmaltyp: Bauliche Anlage, Sachgesamtheit: Pastorat Ulsnis | BW                               |

## Gründenkmale
| Objekt-ID | Lage                                             | Offizielle Bezeichnung | Beschreibung | Bild                             |
| --------- | ------------------------------------------------ | ---------------------- | --- | -------------------------------- |
| 13716     | Schleidörferstraße (54° 34′ 25″ N, 9° 44′ 52″ O) | Kirchhof               | Auf dem Kirchhof ist der Nobelpreisträger für Chemie (1950) Otto Diels begraben. Alteintragung (Aktualisierung vorgesehen) - Begründung: geschichtlich, Kulturlandschaft prägend - Schutzumfang: Kirchhof, Grabmale bis 1870, Zufahrtspforte, Haupttor, Nebentor, Kirchhofsvorplatz, Feldsteinwälle, Eichenkranz - Denkmaltyp: Gründenkmal, Sachgesamtheit: Kirche St. Wilhadi | weitere Fotos \| Fotos hochladen |
| 13715     | Zum Pastorat 2 (54° 34′ 18″ N, 9° 45′ 0″ O)      | Pastoratsgarten        | Alteintragung (Aktualisierung vorgesehen) - Begründung: geschichtlich, wissenschaftlich, künstlerisch, Kulturlandschaft prägend - Schutzumfang: Pastoratsgarten, ehem. Fischteich, 200jährige Buchsbaumhecke, Eibenlaube, Lindenlaube, Pastoratsgehölz - Denkmaltyp: Gründenkmal, Sachgesamtheit: Pastorat Ulsnis                                                              | BW                               |

## Quelle
- Liste der Kulturdenkmale in Schleswig-Holstein – Kreis Schleswig-Flensburg

- Karte mit allen Koordinaten:
- OSM |
- WikiMap